# Morti nel 1447
| Questa pagina contiene informazioni ricavate automaticamente dalle voci biografiche con l'ausilio del template Bio e di un bot. L'aggiornamento è periodico e automatico e ricostruisce completamente la pagina. Se manca una persona in questa lista, sei pregato di non aggiungerla, ma accertati piuttosto che la sua voce biografica contenga il template Bio e che i dati anagrafici siano correttamente compilati. Se il template Bio manca, inseriscilo tu stesso o, in alternativa, metti l'avviso {{tmp\|Bio}} che ne segnala la mancanza. Se i dati riportati sono sbagliati, correggi direttamente la voce biografica; le modifiche saranno visibili in questa lista entro pochi giorni. Per chiarimenti vedi il progetto biografie. La lista contiene solo le 27 persone che sono citate nell'enciclopedia e per le quali è stato implementato correttamente il template Bio. Pagina aggiornata al 10 ago 2025. |

- 23 febbraio - Papa Eugenio IV, papa, vescovo cattolico e cardinale italiano (n. 1383)
- 23 febbraio - Umfredo Plantageneto, duca di Gloucester, principe inglese (n. 1390)
- 6 marzo - Coletta di Corbie, religiosa e santa francese (n. 1381)
- 13 marzo - Shah Rukh, sovrano persiano (n. 1377)
- 3 aprile - Niccolò d'Acciapaccio, cardinale e arcivescovo cattolico italiano (n. 1382)
- 11 aprile - Enrico Beaufort, cardinale e vescovo cattolico inglese
- 1º maggio - Ludovico VII di Baviera-Ingolstadt, duca tedesco (n. 1368)
- 6 luglio - Antão Martins de Chaves, cardinale e vescovo cattolico portoghese
- 13 luglio - Costanza da Varano, poetessa italiana (n. 1428)
- 5 agosto - John Holland, II duca di Exeter, nobile e militare inglese (n. 1395)
- 13 agosto - Filippo Maria Visconti, duca (n. 1392)
- 15 settembre - Denis du Moulin, cardinale e patriarca cattolico francese
- 7 ottobre - Pietro Donà, arcivescovo cattolico e umanista italiano
- 23 ottobre - Beatrice d'Aviz, nobile portoghese (n. 1386)
- 31 ottobre - Tommaso Bellacci, religioso italiano
- 14 novembre - Detesalvo Lupi, condottiero italiano
- 16 dicembre - Agnese da Montefeltro, nobile italiana (n. 1431)
- 24 dicembre - Margherita d'Asburgo, nobile (n. 1395)
- Giacomo II Crispo, duca (n. 1426)
- Diomede Gonzaga, nobile e politico italiano
- Biagio Molin, patriarca cattolico italiano
- Angelo de' Perigli, giurista italiano
- Sicco Polenton, scrittore, umanista e giurista italiano (n. 1375)
- Covella Ruffo, nobile italiana (n. 1378)
- Vlad II Dracul, nobiluomo rumeno (n. 1392)
- Pierre de Tiniéres, nobile francese
- Mircea II di Valacchia (n. 1427)